# Miles (Texas)
Miles é uma cidade localizada no estado norte-americano do Texas, no Condado de Runnels.

## Demografia
Segundo o censo norte-americano de 2000, a sua população era de 850 habitantes.
Em 2006, foi estimada uma população de 796, um decréscimo de 54 (-6.4%).

## Geografia
De acordo com o United States Census Bureau tem uma área de
3,5 km², dos quais 3,5 km² cobertos por terra e 0,0 km² cobertos por água. Miles localiza-se a aproximadamente 549 m acima do nível do mar.

## Localidades na vizinhança
O diagrama seguinte representa as localidades num raio de 36 km ao redor de Miles.